# General San Martín megye (La Rioja)
General San Martín egy megye Argentína északnyugati részén, La Rioja tartományban. Székhelye Ulapes.

## Népesség
A megye népessége a közelmúltban a következőképpen változott:
| Év   | Lakosság |
| ---- | -------- |
| 2001 | 4921     |
| 2010 | 4944     |